# Жодень
Жо́день (бел. Жо́дзень) — озеро в Городокском районе Витебской области Белоруссии. Озеро расположено в бассейне реки Свина, в 32 км к северо-западу от города Городок, около деревень Новка и Прудок (Прудок-Ворохобы).
Площадь зеркала составляет 0,5 км². Длина — 1,1 км. Наибольшая ширина — 0,9 км. Длина береговой линии, извилистой в восточной части озера, составляет 3,88 км (по другим данным — 3,68 км или 3,58 км). Наибольшая глубина — 5,4 м. Площадь водосбора — 62,3 км².
Котловина озера лопастной формы, вытянутая с севера на восток. Склоны котловины высотой 2—3 м, пологие, поросшие лесом и кустарником, на востоке распаханные. На северо-востоке присутствует неширокая заболоченная пойма.
Через озеро протекает река Прудница (Копань) — приток Свины. На юге впадает ручей из озера Сомино (местное название Бобарыки). С востока в озеро приходит сток из мелиорационных каналов.
В озере Жодень обитают щука, лещ, плотва, язь, краснопёрка, линь, окунь и другие виды рыб.
У озера расположен Дом охотника охотхозяйства ЗАО «Осотно». Организовано платное любительское рыболовство.